# Herb Jastrzębia-Zdroju
Herb Jastrzębia-Zdroju – jeden z symboli miasta Jastrzębie-Zdrój w postaci herbu przyjęty 20 lipca 1976 roku.

## Wygląd i symbolika
Herb przedstawia na zielonej tarczy czarnego jastrzębia z rozpostartymi skrzydłami, przysiadającego na białych insygniach górniczych (według innej wersji jastrząb unosi się i trzyma te insygnia w swych łapach). Na korpusie jastrzębia widnieje biała kropla.

## Historia

Próba odtworzenia dawnego herbu Jastrzębia-Zdroju

W XVI wieku pojawiły się pierwsze pieczęcie przedstawiające wizerunek jastrzębia. Początkowo ukazano go siedzącego na skałce, przyjmującego pozycję wypatrywania ofiary. W XVIII wieku pojawiła się wersja pieczęci z jastrzębiem siedzącym na gałązce, również w pozycji wypatrującej. W tej postaci pieczęć gminna, jak również herb były używane do 1976 roku, kiedy to w związku z przemianami w gospodarce i charakterystyce miasta lokalne władze podjęły decyzję o zmianie herbu. 
Zadanie zaprojektowania nowego herbu Jastrzębia-Zdroju powierzono znanemu grafikowi Szymonowi Kobylińskiemu. Kobyliński oparł projekt nowego herbu na motywach już istniejącego, jednakże musiał połączyć w nim nowy rozdział w historii miasta związany z górnictwem węgla kamiennego, z bogatą przeszłością uzdrowiskową. I tak głównym elementem nowego herbu pozostał jastrząb jako nieodłącznie związany z dziejami miasta symbol, natomiast dodane zostały do niego żelazko i pyrlik oznaczające górnictwo (odnosi się do niego również czarno-zielona kolorystyka herbu), a także kropla symbolizująca uzdrowisko i związane z nim wody solankowe. 
Początkowo symbole górnicze oraz kropla miały barwę srebrną, jednakże 31 marca 1998 roku Rada Miasta uchwaliła zmianę tej barwy na białą. 

## Legenda
Wizerunek herbów Jastrzębia-Zdroju wiąże się ściśle z historią miasta, opisywaną w średniowiecznych legendach. Według legendy, w drugiej połowie XV wieku na dzisiejsze tereny Jastrzębia-Zdroju został oddelegowany wysłannik królewski – rycerz Ruchenstein. Miał on za zadanie zagwarantować bezpieczny przejazd karawan kupieckich, przemierzających ówczesny szlak handlowy biegnący przez te tereny. Po pewnym czasie zszedł on jednak na złą drogę i zaczął napadać na tych, których miał chronić przed rozbójnikami. Z powodu metod, które stosował przy napadach zyskał przezwisko „Jastrząb”. Właśnie od tego przezwiska wywodzi się zarówno nazwa miasta, jak i wizerunek pieczęci gminnej, a później herbu.